# Йосиф Студит
 Тази статия е за солунския митрополит и химнограф.  За песнописеца от Сицилия, вижте Йосиф Песнописец.  
Йосиф Студит (на гръцки: Ἰωσὴφ Α΄, ὁ στουδίτης, Йосиф Студитис) е православен духовник, митрополит на Константинополската патриаршия, химнограф и светец.

## Биография
Основен източник на информация за живота на Йосиф е биографията на брат му, богослов и писател свети Теодор Студит. Предполага се, че Йосиф е роден в 762 година. Семейството са видни участници в първия период на иконоборческата схизма, като поддържат иконофилията. В края на 806 или началото на 807 година Йосиф е избран с подкрепата на патриарх Никифор за солунски митрополит, но заема поста за кратко – до 809 година. В 811 година Йосиф отново е избран за солунски митрополит. Йосиф оглавява Солунската епархия до 821 година. Умира в 832 година. Провъзгласен е за светец.